# Фирма-однодневка
Фирма-однодневка (она же «короткоживущее предприятиe», разг.: «помойка», «фонарь», «прачечная», «синяк», «ароновская фирма» (по фамилии изобретателя Анатолия Аронова), «ёжик», «космонавт», «рога и копыта», «ООО Вектор») — жаргонный термин для обозначения организаций, которые создаются исключительно с целью уклонения от уплаты налогов и (или) сборов, прочих мошеннических операций. Фирмы-однодневки являются контрагентами, которые ведут свою деятельность только «на бумаге». Как правило, единственным результатом их работы является сокращение налогов для их юридических партнёров или расхищение государственных средств.
В 2011 году считалось, что «по формальным признакам» из 4,5 млн юридических лиц, зарегистрированных в России, к фирмам-однодневкам можно отнести около половины. К январю 2016 года число однодневок снизилось с 45 до 15 процентов от числа зарегистрированных компаний в связи с совершенствованием законодательства по регистрации юридических лиц и контроля со стороны Федеральной налоговой службы.

## История термина
Термин официально отсутствует в законодательных актах РФ, но широко используется, в том числе и государственными органами. Так, согласно ФНС России:

Под «фирмой-однодневкой» в самом общем смысле понимается юридическое лицо, не обладающее фактической самостоятельностью, созданное без цели ведения предпринимательской деятельности, как правило, не представляющее налоговую отчетность, зарегистрированное по адресу массовой регистрации и т. д..

## Использование однодневок
Однодневки используются для уклонения от уплаты налогов и, в меньшей степени, хищения государственных средств обычно через обналичку.
Типичный эффект от использования фирмы-однодневки состоит в том, что, имитируя приобретение услуг однодневки (обычно нематериальных: консультационных, маркетинговых и т. п.), налогоплательщик тем самым уменьшает налогооблагаемую прибыль, а также получает право на налоговый вычет по НДС. На самом деле никаких услуг не оказывается, а денежные суммы, переведённые в фирму-однодневку, обналичиваются и возвращаются организатору махинации (чёрная схема). С использованием фирм-однодневок применяются и так называемые серые схемы, в которых задействованы притворные, а не мнимые сделки. В этом случае заказчик приобретает какие-либо услуги (товары), но сделка не соответствует своей экономической сути (например, вместо консалтинговых услуг продаются/приобретаются общедоступные информационные материалы из Интернета).
Срок существования компаний небольшой (отсюда и название), поэтому к моменту проявления интереса у налоговой инспекции фирма уже не существует и проверить её отчётность или собрать с неё налоги невозможно.

## Образование однодневок
Однодневки часто регистрируются на имя людей, которые потеряли свои паспорта и даже не подозревают, что являются формальными владельцами компаний.
В 2013 году журналистское расследование газеты «Ведомости» показало, что существует рынок компаний-однодневок и «номинальных» директоров, каждый из которых возглавляет много фирм. Разовый заработок такого директора — около 5 тыс. рублей, регистраторы однодневок продают предприятия за 20—35 тыс. рублей.

## Масштабы использования однодневок
После утечки в 2005 году базы данных проводок Центрального банка России за 2003 и 2004 год, у независимых исследователей появилась возможность оценки масштабов операций фирм-однодневок. Максим Миронов оценивал оборот однодневок в 55 миллиардов долларов в 2003 году и 86 миллиардов в 2004, что соответствует 14% и 17% ВВП России за эти же годы, а размер уклонения от уплаты налогов с их помощью — в 50% налоговых сборов.
Рекордсменами по использованию однодневок являлись «внутренние офшоры»: Алтай и Калмыкия. По данным Максима Миронова, на Алтае общая сумма уклонения от налогов с помощью однодневок превосходит валовой продукт региона.
Также по оценке бывшего председателя Центробанка С. М. Игнатьева, на 2012 год половина зарегистрированных в России компаний были неактивны, и ждали «своего часа, чтобы исчезнуть».
С 2016 года заметна тенденция уменьшения масштабов использования таких фирм. В частности, в 2018 году из ЕГРЮЛ было исключено около 487,8 тыс. недействующих юридических лиц, а доля фирм-однодневок сократилась до 7,3% от общего числа компаний. К 2019 году ФНС России сообщила о снижении количества компаний, отвечающих признакам фиктивности до 186,9 тыс. (4,7% от всех юридических лиц).

## Борьба с однодневками в России
Правительство России озабочено коррупционной составляющей деятельности фирм-однодневок. Президент России Дмитрий Медведев в январе 2011 года сказал: «Фирмы-однодневки, которые раньше использовались только для обналичивания денежных средств, сейчас превратились в один из каналов, при помощи которых чиновники получают деньги. Нести ответственность за фирмы-однодневки должны не только те, кто их использует, но и те, кто дал паспорт».
7 февраля 2011 года правительство внесло в думу законопроект № 497961-5 «О внесении изменений в Уголовный кодекс Российской Федерации и статью 151 Уголовно-процессуального кодекса Российской Федерации (об уголовной ответственности за образование коммерческой организации в целях совершения преступления)». После подписания законопроекта президентом 7 декабря 2011 года в УК РФ появились новые статьи 173-1 и 173-2, которые существенно усилили ответственность создателей однодневок. В частности, стало преступлением предоставление документа (паспорта) для создания фирмы-однодневки. По состоянию на 2013 год новый закон работал плохо (было возбуждено лишь два дела).
В 2019 году житель Тверской области незаконно перевёл более 46 млн рублей на счета подконтрольных ему фирм-однодневок: он изготавливал фальшивые платёжные поручения, по которым банк совершал многомиллионные переводы. В 2024 году суд приговорил его к году тюрьмы в колонии общего режима и штрафу в размере 200 тысяч рублей.

## В произведениях культуры
- «Рога и копыта» —  (полное название — «Черноморское отделение Арбатовской конторы по заготовке рогов и копыт») фирма-однодневка, созданная Остапом Бендером в романе «Золотой телёнок».